# 孔昭
孔昭（？—461年），北魏官员，魏郡邺城（今河北省临漳县邺城镇）人。
魏太武帝始光年间，因他是魏明元帝杜皇后的亲属，赐爵为汝阴侯，加安東将軍。后改魏县侯，迁安南将军。性柔旷，有才用，出为赵郡太守，干练宽厚，有能干的名声。召還担任光禄大夫，转中都大官，明晓行政刑罰，善察狱讼。官至侍中、镇东将軍、幽州刺史，进爵鲁郡公。魏文成帝和平二年（461年）去世，諡康公。

## 子
- 孔羅漢（長子、東宮洗馬）
- 孔伯恭
- 孔伯孫（官至中書博士、魯郡公、镇東将軍、東萊鎮将、東徐州刺史、因事连坐免官，在家中去世）